# Ludwina (województwo wielkopolskie)
Ludwina – wieś w Polsce położona w województwie wielkopolskim, w powiecie pleszewskim, w gminie Pleszew.
| SIMC    | Nazwa     | Rodzaj    |
| ------- | --------- | --------- |
| 0990221 | Gminka    | część wsi |
| 0207132 | Karczemka | część wsi |

W latach 1975–1998 miejscowość administracyjnie należała do województwa kaliskiego.